# East Bradenham
East Bradenham var en civil parish fram till 1952 när den uppgick i civil parish Bradenham, i grevskapet Norfolk i England. Civil parish var belägen 7 km från Dereham och hade 296 invånare år 1951.